# Satakuntalainen Osakunta
Satakuntalainen Osakunta (en français : Nation de Satakunta, sigle SatO) est l'une des 15 nations étudiantes de l'Université d'Helsinki.
De langue finnoise, elle est fondée en 1905.

## Membres honoraires
Parmi les Membres honoraires:
- Maila Talvio (1920)
- E. N. Setälä (1931)
- J. J. Mikkola (1931)
- Emil Cedercreutz (1934)
- Jalmari Jaakkola (1939)
- Risto Ryti (1941)
- Väinö Horelli (1944)
- Frans Emil Sillanpää (1946)
- Pentti Eelis Eskola (1947)
- Pekka Katara (1952)
- Edwin Linkomies (1957)
- Eino Salmelainen (1963)
- Risto Niini (1965)
- Tyyni Tuulio (1966)
- Heikki Jokela (1982)
- Pertti Virtaranta (1982)
- Risto Orko (1987)
- Kauko Malmi (1990)
- Pentti Alhonen (2001)
- Päiviö Tommila (2011)
- Kari Raivio (2014)
- Kyllikki Tiensuu (2017)